# Fuchsia abrupta
Fuchsia abrupta là một loài thực vật có hoa trong họ Anh thảo chiều. Loài này được I.M.Johnst. mô tả khoa học đầu tiên năm 1925.